# کامو کوجونتس
کامو گریگوری کوجونتس (ارمنی: Կամո Գրիգորի Քոչունց؛  زادهٔ ۲۸ ژانویهٔ ۱۹۶۳) فرد نظامی اهل ارمنستان است.

## زندگی‌نامه
وی در ۲۸ ژانویهٔ ۱۹۶۳ در خندزورسک به دنیا آمد و از آکادمی فرماندهی عالی نیروهای مشترک فارغ‌التحصیل گشت. همچنین برندهٔ جوایزی همچون نشان ستاره سرخ، مدال گارگین نژده، نشان صلیب رزمی (درجه دو ارمنستان)، مدال خدمات میهن‌پرستانه، مدال خدمات رزمی و hy شده‌است. 

## یادداشت
1. ↑  ՀՀ զինված ուժերի գլխավոր շտաբի պետի առաջին տեղակալ